# Fred Durst
William Frederick "Fred" Durst, född 20 augusti 1970 i Gastonia, North Carolina, är en amerikansk sångare, känd som frontman i rapcore-bandet Limp Bizkit. Till hans övriga projekt hör skivbolaget Flawless Records, en underetikett till Geffen Records.
Durst föddes i Gastonia, North Carolina och växte upp där och i Jacksonville, Florida.

## Diskografi (med Limp Bizkit)
Studioalbum
- 1997 – Three Dollar Bill, Y'all$
- 1999 – Significant Other
- 2000 – Chocolate Starfish and the Hotdog Flavored Water
- 2003 – Results May Vary
- 2005 – The Unquestionable Truth, part 1
- 2011 – Gold Cobra
- 2015 – Stampede of the Disco Elephants

Singlar (topp 10 på Billboard Alternative Songs)
- 1999 – "Nookie" (#3)
- 1999 – "Re-Arranged" (#1)
- 2000 – "Take a Look Around" (#8)
- 2000 – "Rollin' " (#4)
- 2001 – "My Way" (#3)

## Filmografi
- 2001 – Zoolander
- 2003 – Pauly Shore Is Dead
- 2005 – Revelations (TV-serie)
- 2005 – Sorry, Haters
- 2006 – Population 436
- 2008 – House M.D. (TV-serie)
- 2009 – Play Dead